# Pasta (serie de televisión)
Pasta (en hangul, 파스타) es una serie de televisión surcoreana emitida durante 2010 y protagonizada por Gong Hyo Jin, Lee Sun Kyun, Lee Ha Nui y Alex Chu. Fue emitida por MBC desde el 4 de enero hasta el 9 de marzo de 2010, con una longitud de 20 episodios emitidos lunes y martes a las 21:55 (KST). La serie es acerca de los sueños y las luchas de una joven que aspira a convertirse en un chef de élite, todo esto ocurre en un restaurante de comida italiana llamado La Sfera.

## Argumento
Seo Kyung Yoo comenzó su carrera como ayudante de cocina en el restaurante de comida italiana llamado La Sfera durante 3 años. Su sueño es convertirse en un chef de cocina italiana hasta que con el tiempo se convierte en un chef. Un día, el restaurante La Sfera recién contrata Choi Hyun Wook, un chef que fue a una la escuela de cocina en Italia. A su llegada, las mujeres chefs son despedidos una por una al encontrarles diferentes errores y Yoo Kyung encuentra a sí misma como la última mujer en pie. Ella es despedida luego de que por error arrojara hielo en la freidora, pero luego es re contratada por Choi Hyun Wook.
Eventualmente ella volvió a ser contratada de forma permanente cuando gana un concurso de sabor a ciegas. El presidente Kim San contrata a su amigo y famoso chef Sae Young como chef codirector para trabajar con Hyunwook resultando que Sae Young y Hyun Wook solían salir juntos cuando los dos estaban estudiando en la escuela de cocina italiana. Pero se separaron después de que Sae Young saboteo su vino hirviéndolo para ganar un concurso de cocina. Ellos se convierten en rivales y tratan de superarse uno a otro en la toma de la mejor cocina italiana. Trabajando junto a dos chefs famosos, Yoo Kyung se siente pequeño e insignificante. Ella desarrolla gradualmente sentimientos por el carismático Hyun Wook, sin embargo el dueño de un restaurante, Kim San comienza a ser atraído por la valiente Yoo Kyung y las relaciones entre ellos se vuelven complicadas.

## Reparto

### Personajes principales
- Gong Hyo Jin como Seo Yoo Kyung: Es la hija del dueño de un restaurante chino cuya madre murió de cáncer, su mayor sueño es convertirse en una famosa chef. Después de graduarse de una escuela de cocina humilde, comienza a trabajar como ayudante de cocina durante 3 años en La Sfera un restaurante italiano. Tiene una actitud valiente y finalmente es promovida a cocinera en el primer episodio, pero después de la llegada de un nuevo jefe de cocina (Hyun Wook) es despedida al arrojar sin querer cubos de hielo en la freidora. Ella es capaz de volver a su trabajo, gracias a la gerente del restaurante, que interviene en nombre de ella. Hace un esfuerzo para aprender lo más que pueda de Hyun Wook, y a su vez, comienza a encariñarse con él. Sin embargo, cuando Kim San, el dueño del restaurante de La Sfera, regresa, su relación entre Hyun Wook y Kim cambia abruptamente.
- Lee Sun Kyun como Choi Hyun Wook: Un chef que llegó a la cima de su profesión después de comenzar desde abajo en un restaurante italiano en Sicilia. Se le ofrece un salario considerable y vivienda por parte del restaurante La Sfera, decide convertirse en el jefe de cocina del establecimiento. Detesta a las mujeres en la cocina después de tener una mala experiencia en el pasado y proclama que no habrá mujer en su cocina.
- Lee Ha Nui como Oh Sae Young: Ella es la modelo a seguir de Yoo Kyung, así como su compañera de cuarto. Sae Young tiene su propio programa de cocina y es la chef más famosa de Corea. Durante sus años en Italia, fue a una escuela de cocina allí salió con Hyun Wook y arruinó su receta para ganar un gran concurso de cocina. Después de regresar a Corea, se convirtió instantáneamente en una cocinera famosa.
- Alex Chu como Kim San: Él es el dueño real del restaurante La Sfera, pero se esconde y se hace pasar por jefe del restaurante durante 3 años. Un día, ve los apuntes de Yoo-kyung y se interesa por ella.

### Personajes secundarios
- Lee Hyung Chul como Geum Suk Ho.
- Jo Sang Ki como Jung Ho Nam.
- Baek Bong Ki como  Min Seung Jae.
- Heo Tae Hee como Han Sang Sik.
- Kim Tae Ho como Sun Woo Duk.
- No Min Woo como Philip.
- Hyun Woo como Lee Ji Hoon.
- Ha Jae Sook como Lee Hee Joo.
- Son Sung Yoon como Park Chan Hee.
- Jung Da Hye como Park Mi Hee.

### Otros personajes
- Lee Sung-min como el CEO Seol Joon Suk.
- Choi Min Sung como Ne Mo.
- Byun Jung Soo como Kim Kang.
- Choi Jae Hwan como Jung Eun Soo.
- Yoon Yong Hyun como Kwang Tae.
- Jang Yong como Seo Jong Gyu.
- Kim Dong Hee como Seo Yoo Shik.
- Song Ok Sook como Madre de Yoo Kyung.
- Ryoo Seung-bum (cameo; Ep. 9).

## Banda sonora
1. «Listen... To You» - Kyuhyun (Super Junior)
2. «Go» - M To M
3. «Lucky Day» - Every Single Day
4. «You're Cute» - Kim Jung Ah (After School)
5. «Little Lies» - Kim Dong Hee
6. «Pasta Intro» - Jung Jae Woo
7. «I Want To Dream With You Forever» - Girls' Generation
8. «Do You Love Me» - Love Age

## Audiencia
En Azul la audiencia más baja y en rojo la más alta, correspondientes a las empresas medidoras TNms y AGB Nielsen.
| Ep. # | Fecha original de emisión | Share        | Share        | Share       | Share       |
| Ep. # | Fecha original de emisión | TNmS Ratings | TNmS Ratings | AGB Nielsen | AGB Nielsen |
| Ep. # | Fecha original de emisión | Nacional     | Seúl         | Nacional    | Seúl        |
| ----- | ------------------------- | ------------ | ------------ | ----------- | ----------- |
| 1     | 4 de enero de 2010        | 12.2 %       | 13.4 %       | 13.3 %      | 14.8 %      |
| 2     | 5 de enero de 2010        | 11.9 %       | 12.9 %       | 15.1 %      | 17.8 %      |
| 3     | 11 de enero de 2010       | 11.9 %       | 13.2 %       | 12.8 %      | 15.1 %      |
| 4     | 12 de enero de 2010       | 12.7 %       | 14.5 %       | 13.5 %      | 16.4 %      |
| 5     | 18 de enero de 2010       | 10.9 %       | 12.2 %       | 12.9 %      | 15.3 %      |
| 6     | 19 de enero de 2010       | 13.5 %       | 15.4 %       | 14.0 %      | 17.2 %      |
| 7     | 25 de enero de 2010       | 13.0 %       | 15.0 %       | 14.4 %      | 16.5 %      |
| 8     | 26 de enero de 2010       | 14.9 %       | 17.0 %       | 15.0 %      | 17.5 %      |
| 9     | 1 de febrero de 2010      | 14.3 %       | 16.4 %       | 15.0 %      | 17.3 %      |
| 10    | 2 de febrero de 2010      | 15.7 %       | 18.2 %       | 17.2 %      | 19.7 %      |
| 11    | 8 de febrero de 2010      | 15.3 %       | 17.3 %       | 16.1 %      | 18.3 %      |
| 12    | 9 de febrero de 2010      | 16.2 %       | 17.9 %       | 17.0 %      | 18.7 %      |
| 13    | 15 de febrero de 2010     | 14.7 %       | 15.8 %       | 15.8 %      | 18.2 %      |
| 14    | 16 de febrero de 2010     | 16.3 %       | 18.3 %       | 18.1 %      | 21.0 %      |
| 15    | 22 de febrero de 2010     | 14.7 %       | 16.0 %       | 15.6 %      | 17.3 %      |
| 16    | 23 de febrero de 2010     | 16.3 %       | 18.3 %       | 17.9 %      | 20.5 %      |
| 17    | 1 de marzo de 2010        | 19.7 %       | 21.6 %       | 20.5 %      | 22.5 %      |
| 18    | 2 de marzo de 2010        | 19.0 %       | 20.5 %       | 20.1 %      | 22.3 %      |
| 19    | 8 de marzo de 2010        | 19.9 %       | 22.3 %       | 19.5 %      | 21.8 %      |
| 20    | 9 de marzo de 2010        | 21.5 %       | 24.2 %       | 21.2 %      | 24.0 %      |

## Premios y nominaciones
| Año  | Premio           | Categoría                      | Actor                       | Resultado |
| ---- | ---------------- | ------------------------------ | --------------------------- | --------- |
| 2010 | CETV Awards      | Las 10 estrellas de Asia       | Gong Hyo-jin                | Ganador   |
| 2010 | CETV Awards      | Las 10 estrellas de Asia       | Lee Sun Kyun                | Ganador   |
| 2010 | MBC Drama Awards | Premio a la mejor pareja       | Lee Sun Kyun y Gong Hyo Jin | Ganador   |
| 2010 | MBC Drama Awards | Mejor nuevo actor              | Alex Chu                    | Nominado  |
| 2010 | MBC Drama Awards | Premio a la excelencia, Actor  | Lee Sun Kyun                | Nominado  |
| 2010 | MBC Drama Awards | Premio a la excelencia, Actriz | Gong Hyo Jin                | Nominado  |

## Emisión Internacional
- Chile: Via X (2013).
- Ecuador: Teleamazonas (2020)
- Estados Unidos: Pasiones TV (2015).
- Hong Kong: TVB.
- Hungría: M2.
- India: Puthuyugam TV (2014).
- Indonesia: Rajawali Televisi.
- Irán: Namayesh.
- Japón: KNTV (2010), BS-Japan (2010) y TBS TV (2011).
- Perú: Panamericana Televisión (2014 y 2015).
- Taiwán: ETTV (2010).
- Vietnam: HTV3.